# Aún estoy aquí
Todavía estoy aquí es un libro autobiográfico de Marcelo Rubens Paiva publicado el 4 de agosto de 2015.

## Sinopsis
La obra, de carácter autobiográfico, aborda la delicada relación del autor con su madre, Eunice, y está marcada por el paso del tiempo. Al principio seguimos a Eunice Facciolla Paiva en edad avanzada y con signos de enfermedad de Alzheimer. Así, durante el texto, el lector descubre sobre la infancia del autor y también sobre su familia. Otro tema tratado es el vínculo con su padre, el diputado federal Rubens Paiva. Por otro lado la obra también aborda las cuestiones políticas que rodearon el período de la dictadura militar en Brasil (1964-1985).

## Adaptación
El libro recibió una adaptación cinematográfica. Dirigida por Walter Salles y protagonizada por Fernanda Torres, la cual se estrenó en Brasil el 7 de noviembre de 2024. La película ganó el premio al Mejor Guion en el Festival de Cine de Venecia 2024 y fue elegida para representar a Brasil en los Oscar 2025 en la categoría de mejor película internacional.